# Lazbuddie
Lazbuddie — метеорит-хондрит масою 8600 грам.